# Canto di Salomone
Canto di Salomone (titolo originale in inglese Song of Solomon) è un romanzo della scrittrice premio Nobel per la letteratura Toni Morrison, pubblicato nel 1977, in Italia nel 1981 da Bompiani. Narra la storia di una famiglia afroamericana del Michigan, a partire dagli anni trenta fino agli anni sessanta del ventesimo secolo, e del percorso a ritroso intrapreso dal primogenito, Macon "Milkman" Dead, alla ricerca delle radici perdute nel sud del Paese, da dove la famiglia proviene.
Il libro ha vinto nel 1977 il National Book Critics Circle Award nella categoria fiction, ed è stato citato nella motivazione del premio Nobel assegnato all'autrice nel 1993.

## Trama
Macon Dead è il terzo primogenito della sua famiglia a portare questo nome. Il primo, suo nonno, se lo è ritrovato addosso diventando un uomo libero, giù al sud, quindi non poteva certo fare il difficile, e comunque a sua moglie piaceva. Ma il giovane terzo Macon ha avuto in sorte anche un soprannome, Milkman, di cui crescendo ha preferito dimenticare l'origine, legata allo strano comportamento di sua madre. A suo padre, il secondo Macon, uomo gretto e violento che sfoga volentieri la sua rabbia sulla moglie, nessuno ha mai avuto il coraggio di raccontare tutta la verità, ma a lui importa poco: gli basta quello che sa, e soprattutto quello che ha, che è parecchio, per un uomo di colore. Una posizione che si è costruito con fatica e tenacia, dopo aver dovuto lasciare la Pennsylvania quando era molto giovane, assieme alla sorella Pilate, con cui ora non vuole avere niente a che fare. Di tutto questo il giovane Milkman sa poco o nulla, ma intuisce che c'è molto di più, e con il passare degli anni, si trova a raccogliere i tasselli del mosaico che svela le strane dinamiche che riguardano la sua famiglia (e lui stesso), grazie soprattutto ai racconti di quella strana zia, mezza selvaggia e mezza strega. Zia Pilate vive secondo proprie regole, distillando illegalmente alcolici assieme alla figlia Reba e alla nipote Hagar, di cui Milkman si innamora subito, malgrado la differenza d'età e la parentela. Ma la natura di Hagar è la stessa della nonna, e tanto può essere semplice finire tra le sue braccia, tanto può diventare rischioso sottrarsene. E quando, dopo alcuni anni, l'ormai uomo fatto Milkman Dead decide di averne abbastanza di quella relazione, e prova a troncarla, si ritrova in serio pericolo. Come se non bastasse, l'amico Guitar gli rivela di far parte di un'organizzazione segreta chiamata “I Sette Giorni”, che vendica  gli omicidi della gente di colore uccidendo altrettanti bianchi, scegliendoli a caso. Per Milkman è decisamente troppo, ma nel confessare al padre il suo desiderio di allontanarsi almeno temporaneamente da casa, svela un particolare che apre la strada ad una nuova rivelazione sul passato, che a sua volta lo condurrà con l'amico Guitar ad un'incursione notturna in casa di zia Pilate. Quello che trovano è però molto differente dalle attese, e questo per Milkman segna la fine ad ogni esitazione: parte per il sud  verso il paese d'origine della famiglia, alla ricerca di un fantomatico tesoro. Ma anche nella contea di Montour lo aspetta una forte delusione, e a quel punto non gli resta che seguire le tracce lasciate da Pilate, inseguito anche da Guitar, convinto da una serie di equivoci di essere stato tradito, e deciso a farsi giustizia. Ma tappa dopo tappa l'obiettivo del terzo Macon Dead cambia, ed il tesoro che alla fine troverà sarà quello della scoperta delle origini della propria famiglia, una storia che a sua volta contiene una rivelazione fantastica, forse l'unica possibilità in grado di salvarlo dalla vendetta dell'ex amico.

## Personaggi
- Macon "Milkman" Dead. Da bambino ha perso l'entusiasmo per la vita quando ha scoperto di non poter volare. Da allora ha cercato di impegnarsi il meno possibile, non sapendo che la vita ha in serbo una grossa sorpresa proprio per lui.
- Pilate Dead. Zia di Milkman, si è dovuta conquistare tutto grazie alla propria forza di volontà, fin dalla nascita. Il marchio ricevuto da allora l'ha segnata e sostenuta nella sua lotta contro il mondo, concedendole doti di saggezza peculiari, anche grazie alla guida del padre morto.
- Macon Dead. Padre di Milkman, uomo di poche parole, incline piuttosto ad usare le maniere forti, si è creato una posizione invidiata, e non ha nessuna intenzione di perderla. Anche perché non ha altro.
- Ruth Foster. Madre di Milkman, ha cercato riparo alla propria fragilità coltivando la devozione al padre e poi al proprio figlio, ricevendone in cambio molto poco, di cui comunque si accontenta.
- Hagar. Nipote di Pilate, ne ha ereditato il carattere poco convenzionale e la capacità di amare, che però, senza l'esperienza della nonna, finisce per sopraffarla, perdendola.
- "Guitar" Bains. Il miglior amico di Milkman, sono cresciuti insieme, condividendo sempre tutto. Ma l'odio che cova dentro è di quelli che possono corrodere anche un'amicizia di una vita.

## Edizioni italiane
- Toni Morrison, Canto di Salomone, traduzione di Hilia Brinis, Bompiani, 1981  [1977].
- Toni Morrison, Canto di Salomone, traduzione di Franca Cavagnoli, Frassinelli, 1994  [1977].
- Toni Morrison, Opere scelte, collana I Meridiani, nuova traduzione di Franca Cavagnoli, Mondadori, 1883.